# 大堀誠一
大堀 誠一（おおほり せいいち、1925年8月11日 - 2005年7月2日）は、日本の検察官。東京地検特捜部長や、東京地検検事正、次長検事、最高裁判所判事等を歴任した。

## 概要
東北帝国大学工学部では工業力学を専攻し、戦闘機設計を目指す。しかし、卒業時は敗戦後だったため、やむなく鉱山関係の企業に就職。「法律家になるな」と生前に厳命していた父の残した書物を頼りに1年間独学して、初挑戦で司法試験を突破した。
弁護士を半年経験した後に検事任官。東京地検特捜部では武州鉄道汚職事件などの捜査に加わる。東京地検次席検事在籍時に発覚したダグラス・グラマン事件では異例の捜査開始宣言をした。その後、福井地検検事正、東京地検検事正、最高検次長検事などを歴任。
1988年6月17日に最高裁判所裁判官に就任。理工系で初めての就任。検察幹部の経歴からロッキード事件丸紅ルートが係属されたときは審理を回避した。
1995年8月に定年退官。1997年、勲一等瑞宝章受章。